# کارپه‌نتو
کارپِه‌نِتو (به ایتالیایی: Carpeneto) یکی از شهرستانهای استان آلساندریا در منطقه ایتالیایی پیدمونت می‌باشد که در ۸۰ کیلومتری جنوب شرقی تورین و ۲۵ کیلومتری جنوب آلساندریا واقع شده است.
کارپِه‌نِتو با این مناطق شهری مرز مشترک دارد: مونتالدو بورمیدا (Montaldo Bormida)، پردوزا (Predosa)، روکا گریمالدا (Rocca Grimalda)، ستزادیو (Sezzadio) و تریزوبیو (Trisobbio).